# Ковасна (окръг)
Окръг Ковасна (на румънски: Covasna; на унгарски: Kovászna) е окръг в Румъния в историческата област Трансилвания. Административен център на окръга е град Сфънту Георге, чието население е 67 108 жители.

## География
Окръгът заема територия от 3710 км², предимно планински райони. Населението му е 201 437 души (по приблизителна оценка от януари 2020 г.).

## Население
През 2000 година Окръг Ковасна има 231 172 души население, чиято гъстота е 62 жит./км². 75 % от населението има за майчин език унгарския, а 24 % – румънския.

## Градове
- Сфънту Георге (на унгарски: Sepsiszentgyörgy)
- Търгу Секуйеск (на унгарски: Kézdivásárhely)
- Ковасна (на унгарски: Kovászna)
- Бараолт (на унгарски: Barót)
- Ънторсура Бузъулуи (на унгарски: Bozdaforduló)